# Cheiloneurus phenacocci
Cheiloneurus phenacocci är en stekelart som beskrevs av Trjapitzin 1964. Cheiloneurus phenacocci ingår i släktet Cheiloneurus och familjen sköldlussteklar. Inga underarter finns listade i Catalogue of Life.